# Rawi Hage
Rawi Hage (n. 1964 în Liban) este un scriitor și fotograf canadian.
Născut la Beirut, a trăit timp de nouă ani experiența Războiului Civil din Liban. În 1992 s-a stabilit în Canada. Scrierile sale, publicate în reviste literare de renume ca Jouvert, Mizna, The Toronto Review, Al-Jadid, s-au bucurat de o apreciere deosebită, fiind traduse în numeroase limbi și încununate cu premii prestigioase. A studiat artele vizuale la Montreal (Dawson College și Concordia University)..

Lucrările sale de artă fotografică au fost expuse în multe galerii internaționale și au fost achiziționate de instituția culturală cea mai importantă din Canada, Muzeul Canadian al Civilizațiilor.

## Premii literare
- Paragraphe Hugh MacLennan Prize (2006)
- McAuslan First Book Prize (2006)
- IMPAC Dublin Literary Award (2008)

## Volume
- De Niro's Game (2006)
- Cockroach (2008)
- Carnival (2012)
- Beirut Hellfire Society (2018)
- Stray Dogs (2022)

## Traduceri în limba română
- Jocul lui De Niro, trad. Irina Vainovski-Mihai, Editura Leda, 2009
- Gândacul, trad. Irina Vainovski-Mihai, Editura Leda, 2010
- Carnaval, trad. Alina Mihaela Petrescu, Editura Univers, 2018